# Józef Rymkiewicz
Józef Rymkiewicz (ur. 1798) – polski dowódca wojskowy, porucznik w powstaniu listopadowym na Litwie. 
4 października 1831 odznaczony Krzyżem Złotym Orderu Virtuti Militari. W 1832 przybył do Francji. W 1858 uzyskał pozwolenie na powrót do guberni kowieńskiej.